# Libertarismo cristiano
El libertarismo cristiano es un término que describe la síntesis de creencias cristianas respecto a la libre voluntad, naturaleza humana, y derechos inalienables dados por Dios con filosofía política libertaria. Es también una ideología con la que sus seguidores promueven su causa y buscan consolidarse como movimiento. Junto con otros libertarios postulan que lo que está prohibido por la ley debe limitarse a varias formas de agresión, robo, y fraude. Otras acciones que están prohibidas por el cristianismo solo pueden ser disciplinadas por la iglesia, o en el caso de niños y adolescentes, por uno de sus padres o custodio.
Según Andrew Sandlin, teólogo y autor norteamericano, el libertarismo cristiano es la visión de que a los individuos maduros se les permite la máxima libertad bajo la ley de Dios.

## Historia
Los orígenes del libertarismo cristiano en Estados Unidos pueden ubicarse en el liberalismo clásico del siglo XVIII y el anarquismo individualista del siglo XIX. De acuerdo con el teórico anarcocapitalista y paleolibertario Murray Rothbard, de los tres experimentos anarquistas durante la colonización de las Américas de mitad del siglo XVII, todos fueron iniciados por grupos cristianos no conformistas. 
Martín Lutero, una de las principales figuras de la reforma protestante, es referido como un «libertario» en la introducción de Lutero y Calvino acerca de la autoridad secular, publicado por Cambridge. El término usado aquí es algo diferente a la ideología del libertarismo. El editor del libro, Harro Hopfl, establece que los motivos del libertario, como el igualitarista y comunalista son parte de la teología de Lutero.  
El historiador católico inglés y estadista liberal clásico Lord Acton postuló que la libertad política es la condición esencial y el guardián de la libertad religiosa. El Instituto Acton, un think tank libertario conservador cristiano estadounidense, lleva su nombre. 

### Personajes
- John Dalberg-Acton, 1st Baron Acton (católico)
- Justin Amash (ortodoxo)
- Nikolai Berdyaev (ortodoxo)
- James W. Fifield Jr. (congregacionalista)
- Gary Johnson (luterano)
- John Locke (anglicano, unitario)
- Andrew Napolitano (católico)
- J. Howard Pew (bautista)
- Rand Paul (presbiteriano)
- Ron Paul (bautista)
- Thomas Woods (católico)
- Jesús Huerta de Soto (católico)
- Miguel Anxo Bastos (católico)

## Más lecturas
- Bandow, Douglas. Beyond Good Intentions: A Biblical View of Politics ISBN 0-89107-498-8
- Summa del católico libertario

- Datos: Q5110336